# Aucula picta
Aucula picta är en fjärilsart som beskrevs av Max Wilhelm Karl Draudt 1919. Aucula picta ingår i släktet Aucula och familjen nattflyn. Inga underarter finns listade i Catalogue of Life.